# Europe (métro de Paris)
Pour les articles homonymes, voir Europe (homonymie).
Europe est une station de la ligne 3 du métro de Paris, située dans le 8e arrondissement de Paris.

## Situation
La station est implantée sous la rue de Rome à son intersection avec la rue de Madrid, à l'ouest de la place de l'Europe - Simone Veil. Approximativement orientée selon un axe nord-sud, elle s'intercale entre les stations Villiers et Saint-Lazare.

## Histoire

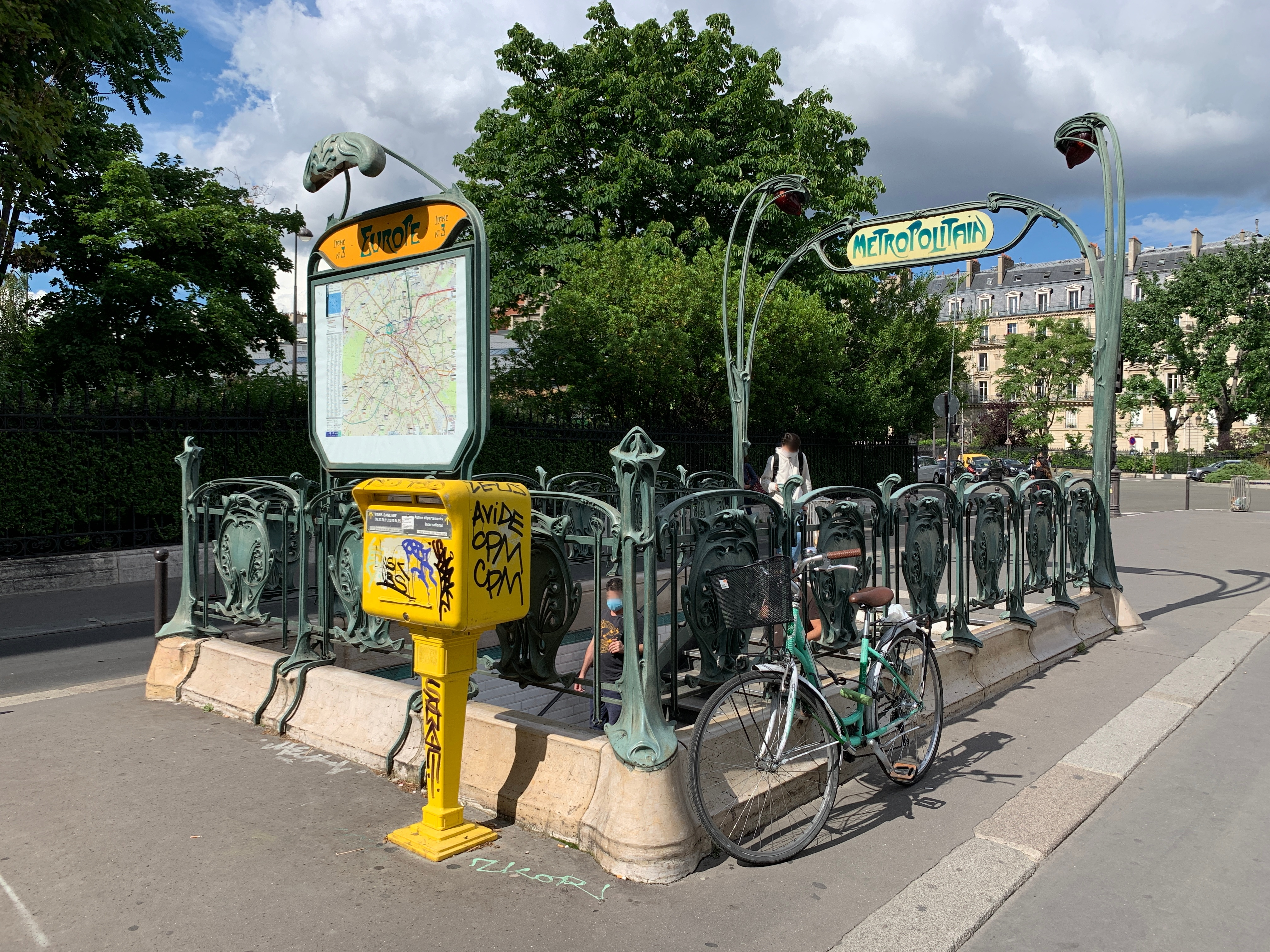
Entrée de la station.

La station est ouverte le 19 octobre 1904 avec la mise en service du premier tronçon de la ligne 3 entre Avenue de Villiers (aujourd'hui Villiers) et Père Lachaise.
Elle tire son nom de la place de l'Europe à proximité de laquelle elle est établie, au cœur du quartier éponyme. Ce dernier doit sa dénomination à la présence de nombreuses rues portant des noms de villes européennes (Rome, Milan, Naples, Saint-Pétersbourg, Londres, etc.). Europe est avec Rome sur la ligne 2 et Liège sur la ligne 13 une des trois stations dont le patronyme témoigne de la desserte de ce quartier.
Dans le cadre du programme « Renouveau du métro » de la RATP, ses couloirs ont été rénovés en mars 2000. Elle fait partie des stations à avoir reçu un aménagement culturel sur ses quais à l'occasion des célébrations du centenaire du métro.
En 2011, 1 536 565 voyageurs sont entrés à cette station. Elle a vu entrer 1 619 580 voyageurs en 2013, ce qui la place à la 273e position des stations de métro pour sa fréquentation sur 302,.
Le 25 avril 2018, la présidente de la région Île-de-France Valérie Pécresse, annonce que la station de métro portera le nom de « Europe - Simone-Veil », du nom de l'ancienne ministre de la Santé et première présidente du Parlement européen, décédée le 30 juin 2017. L'inauguration a lieu le 29 mai 2018 ; le nom de Simone Veil est dorénavant affiché en sous-titre sur de nouvelles plaques, simultanément à son attribution à la place de l'Europe à la même date en complément de sa dénomination originelle,. Il s'agit de l'une des rares stations de métro parisiennes à comporter un nom de femme.
En 2019, 1 618 088 voyageurs sont entrés à cette station ce qui la place à la 272e position des stations de métro pour sa fréquentation sur 302,.
En 2020, avec la crise du Covid-19, 769 896 voyageurs sont entrés dans cette station, ce qui la place à la 271e position sur 304 des stations de métro pour sa fréquentation,.
En 2021, la fréquentation remonte progressivement, avec 1 106 459 voyageurs qui sont entrés dans cette station ce qui la place à la 274e position des stations de métro pour sa fréquentation sur 304,.

## Services aux voyageurs

### Accès
La station dispose d'un unique accès intitulé « Rue de Madrid », débouchant au droit du no 1 de cette rue. Constitué d'un escalier fixe, il est orné d'un édicule Guimard, lequel fait l’objet d’une inscription au titre des monuments historiques par l'arrêté du 29 mai 1978.

### Quais
Europe est une station de configuration standard : elle possède deux quais séparés par les voies du métro et la voûte est elliptique. Si sa décoration est classique avec du carrelage blanc biseauté recouvrant les piédroits, la voûte et les tympans, elle a la particularité d'être équipée d'écrans à cristaux liquides depuis les célébrations du centenaire du métro, diffusant des courts métrages ou des diaporamas. L'éclairage est assuré par deux bandeaux-tubes et les quais sont équipés de bancs en lattes de bois. Les cadres publicitaires sont métalliques et le nom de la station est inscrit en police de caractères Parisine sur plaques émaillées.

### Intermodalité
La station est desservie par les lignes 21, 28, 66, 80, 94 et 95 du réseau de bus RATP et, la nuit, par les lignes N02, N15, N16, N51 et N52 du réseau Noctilien.

## À proximité
- Mairie du 8e arrondissement
- Conservatoire à rayonnement régional de Paris

## Galerie de photographies

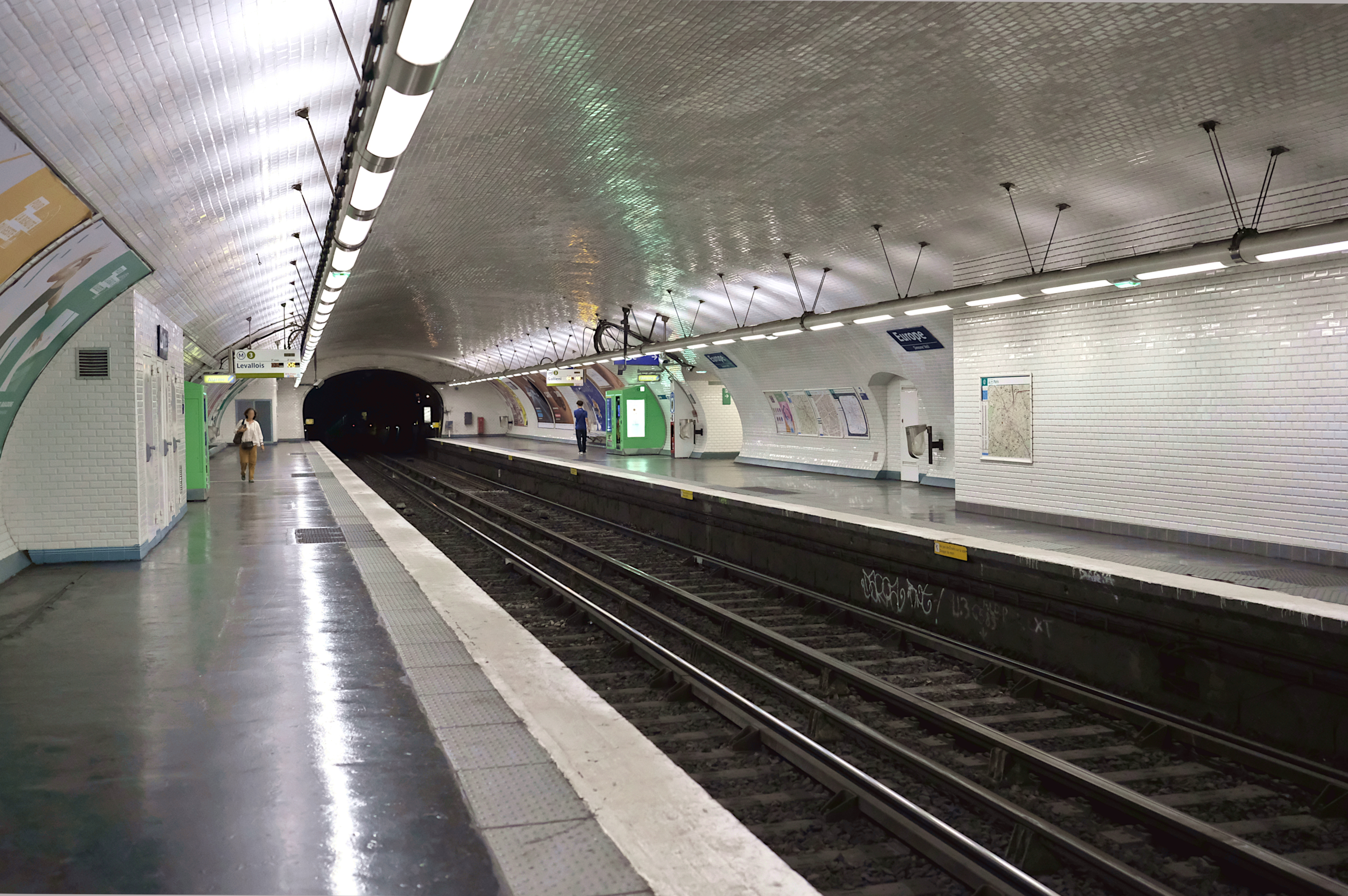
Station Europe de la ligne 3 (quai Levallois).
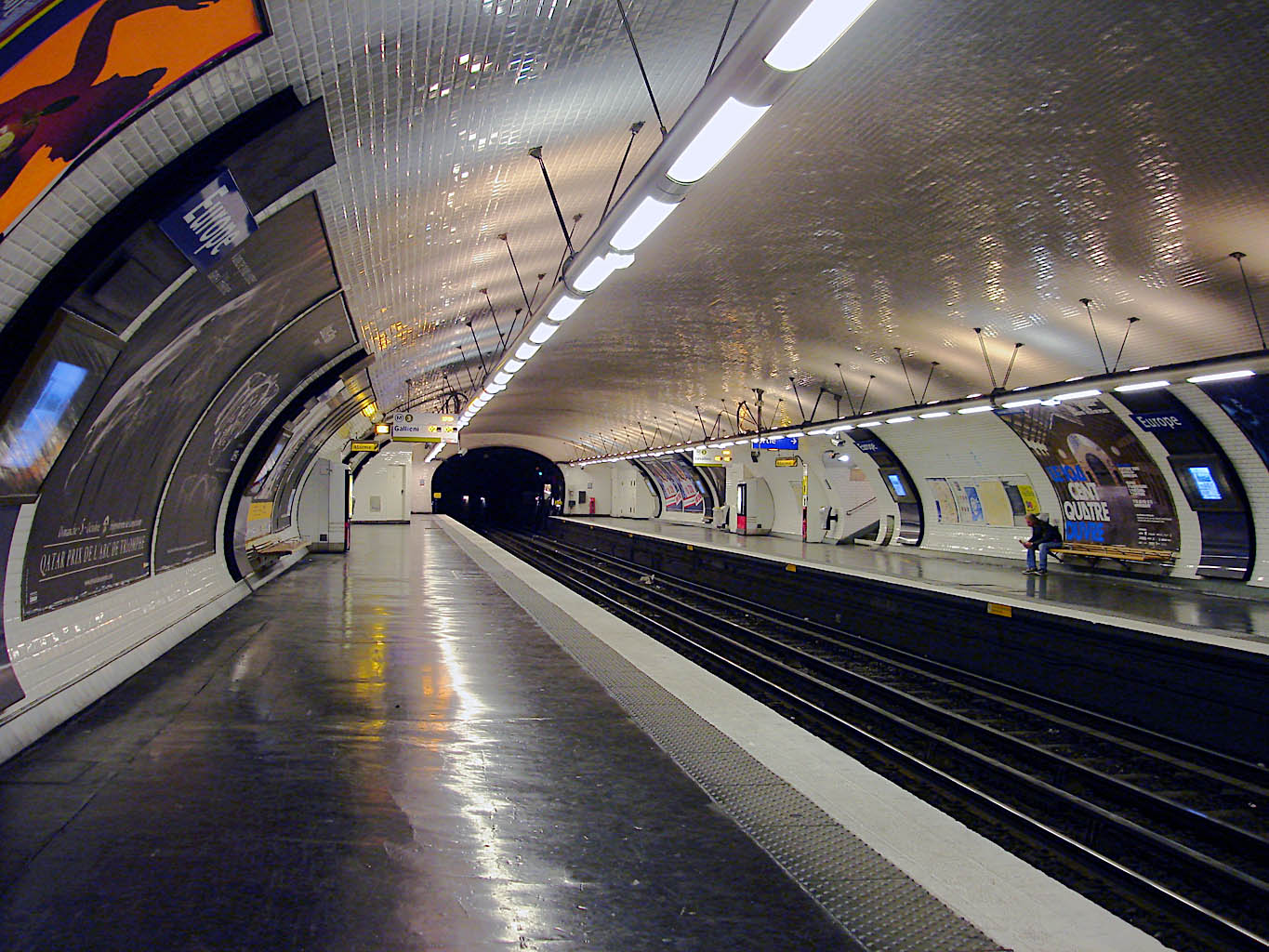
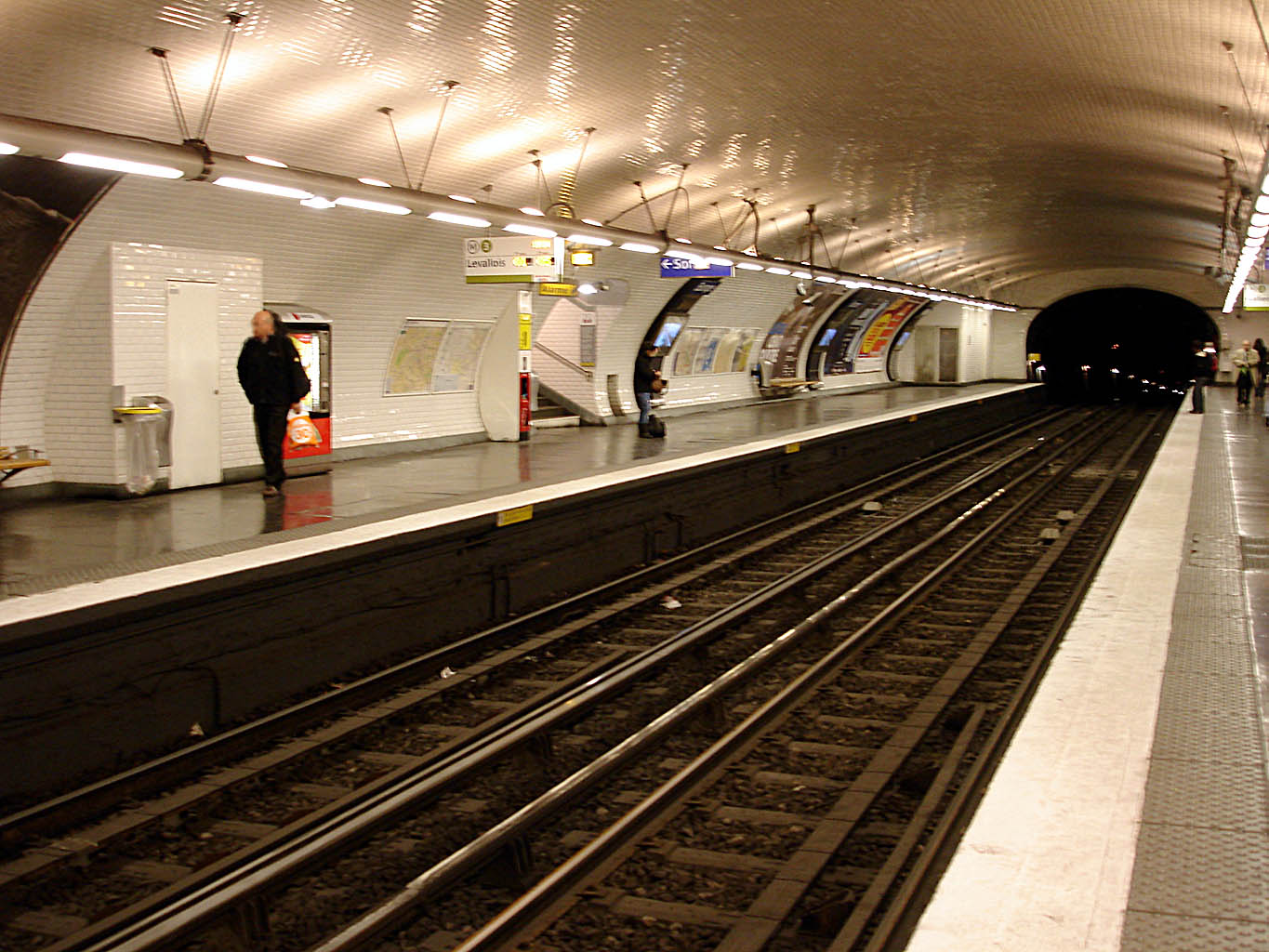
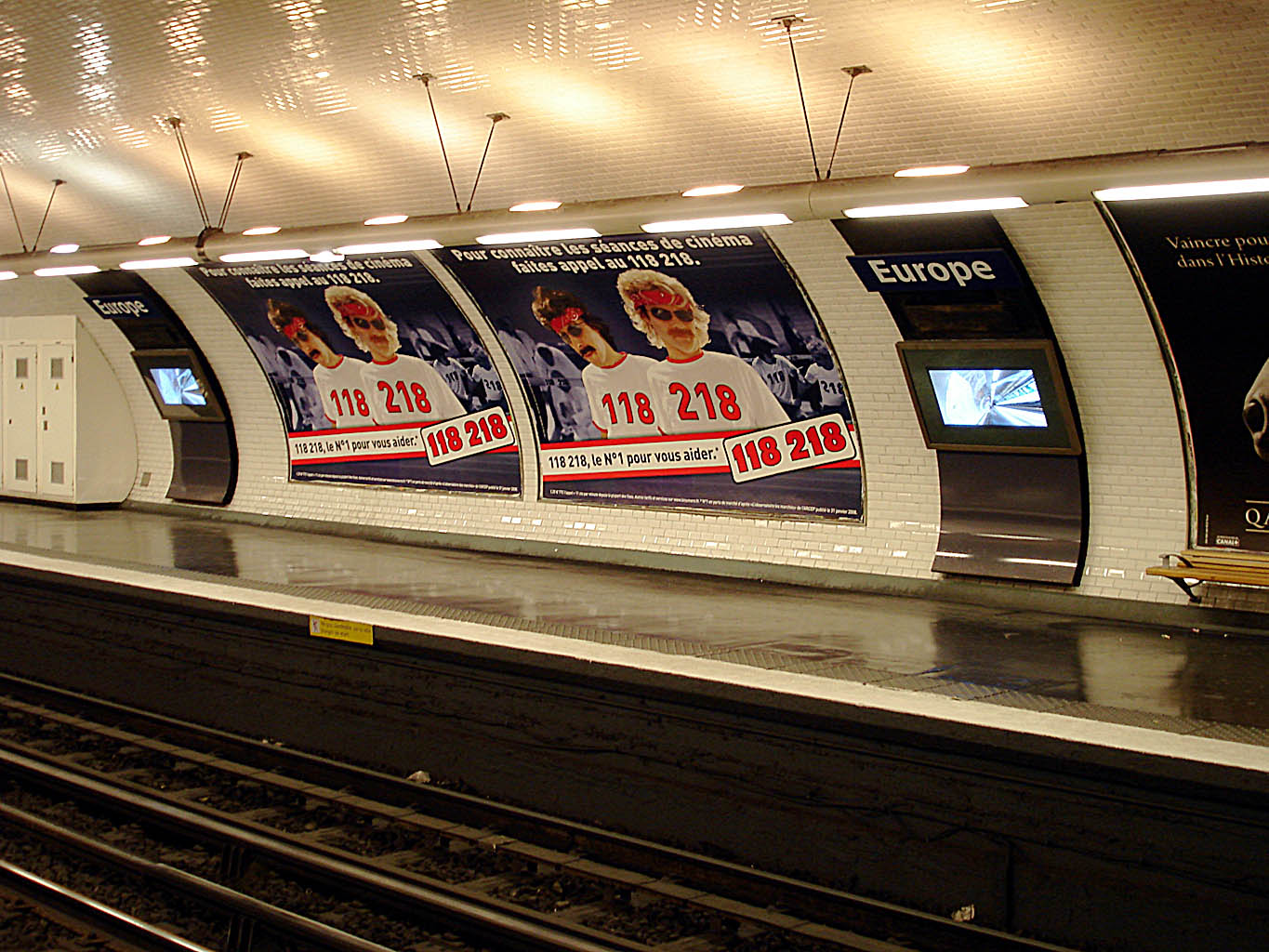
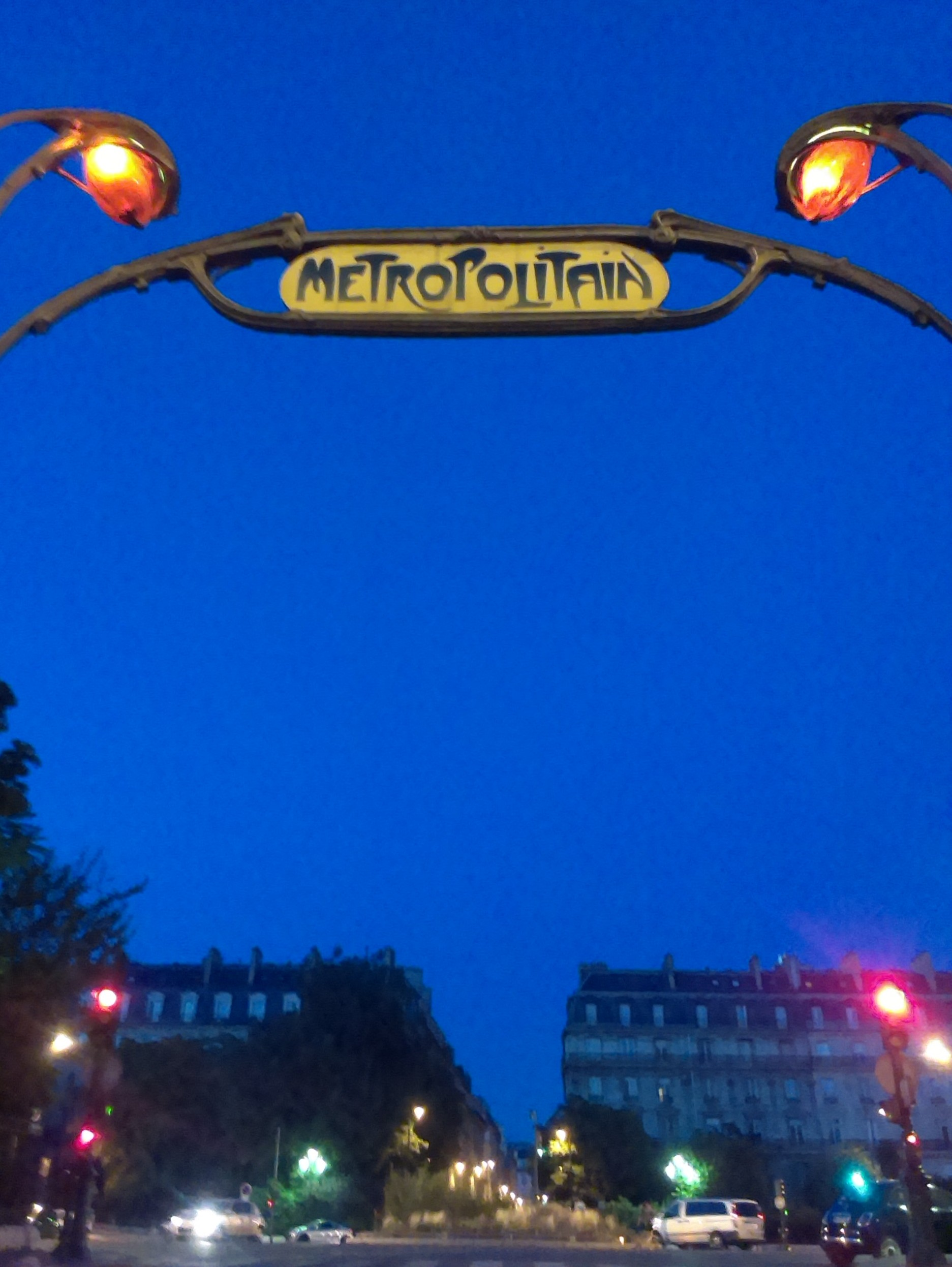